# Baishui
Baishui (chinesisch 白水县, Pinyin Báishuǐ Xiàn) ist ein Kreis der bezirksfreien Stadt Weinan in der chinesischen Provinz Shaanxi. Die Fläche beträgt 983,9 Quadratkilometer und die Einwohnerzahl 223.832 (Stand: Zensus 2020). 1999 zählte Baishui 271.991 Einwohner.
Im Kreis liegen der Grab und Tempel des Cang Jie (仓颉墓与庙, Cāng Jié mù yǔ miào) und die Xiahexi-Stätte (下河西遗址, Xiàhéxī yízhǐ) aus dem Neolithikum und der Zeit der Han-Dynastie, die seit 2001 bzw. 2013 auf der Liste der Denkmäler der Volksrepublik China stehen. Im Dorf Zhaoyao (赵尧村) der Großgemeinde Lingao (林皋镇) befindet sich die Grabanlage Yongyuanling (永垣陵, Yǒngyuánlíng) aus der Zeit der Jin-Dynastie, die ebenfalls seit 2013 auf der Liste der Denkmäler der Volksrepublik China steht.